# Скелелазіння на Європейських іграх 2023
Змагання з скелелазіння на Європейських іграх 2023 року у Тарнові пройшли з 22 по 25 червня 2023 року. Участь взяли 89 спортсменів з 19 країн.

## Медальний залік
*   Країна-господарка ( Польща)
| Місце               | Країна              | Золото | Срібло | Бронза | Загалом |
| ------------------- | ------------------- | ------ | ------ | ------ | ------- |
| 1                   | Франція (FRA)       | 4      | 2      | 0      | 6       |
| 2                   | Польща (POL)*       | 1      | 1      | 1      | 3       |
| 3                   | Австрія (AUT)       | 1      | 0      | 1      | 2       |
| 4                   | Італія (ITA)        | 0      | 2      | 1      | 3       |
| 5                   | Латвія (LAT)        | 0      | 1      | 0      | 1       |
| 6                   | Словенія (SLO)      | 0      | 0      | 1      | 1       |
| 6                   | Чехія (CZE)         | 0      | 0      | 1      | 1       |
| 6                   | Швейцарія (SUI)     | 0      | 0      | 1      | 1       |
| Загалом (8 збірних) | Загалом (8 збірних) | 6      | 6      | 6      | 18      |

## Результати
| Event      | Золото                | Срібло                    | Бронза                 |
| Чоловіки   | Чоловіки              | Чоловіки                  | Чоловіки               |
| ---------- | --------------------- | ------------------------- | ---------------------- |
| Складність | Дієго Фурбе (FRA)     | Джорджіо Моматіс (ITA)    | Матіас Поч (AUT)       |
| Боулдерінг | Тоас Лемагнер (FRA)   | Едвард Грузітіс (LAT)     | Жульєн Клеменс (SUI)   |
| Швидкість  | Лукас Кнапп (AUT)     | Марсо Гарньє (FRA)        | Марцін Дзєнський (POL) |
| Жінки      |                       |                           |                        |
| Складність | Камілль Пуже (FRA)    | Зелія Авезу (FRA)         | Тереза Шіручкова (CZE) |
| Боулдерінг | Зелія Авезу (FRA)     | Джулія Медічі (ITA)       | Луція Таркуш (SLO)     |
| Швидкість  | Наталія Калучка (POL) | Александра Мірослав (POL) | Беатріс Коллі (ITA)    |